# دشتی (پارسیان)
دَشتی شهری از توابع بخش مرکزی شهرستان پارسیان در استان هرمزگان واقع در جنوب ایران است. این شهر از سال ۱۳۹۰ از روستا به شهر تبدیل شده‌است. این شهر در ۴ کیلومتری جنوب پارسیان، و در ۲ کیلومتری شمال کوه شاهین‌کوه واقع شده‌است، مردم این شهر از نژاد آریایی هستند و همگی به زبان پارسی میانه [دشتینی] [پهلوی ساسانی] سخن می‌گویند.از مناطق دیدنی این شهر ساحل بسیار زیبای دستیر که محل زندگی و تخم ریزی لاک پشت های پوزه عقابی می باشدو از بکر ترین و زیبا ترین سواحل دنیا است که طول ساحل نزدیک به 6 کیلومتر می باشد و باغ ها و قله کلات سرخ که از دیر باز محل زندگی شیوخ و حاکمان منطقه بوده است

## جمعیت
جمعیت آن در سال ٩۵ در حدود ۵۰۰۰ نفر و ٩۵۰خانوار می‌باشند که اکثرا از اهل سنت از شاخه شافعی هستند اقلیتی هم شیعه هستند . به زبان پارسی میانه[دشتینی][پهلوی ساسانی] سخن می‌گویند.

## پیشه
کار مردم این شهر آموزش و پرورش،ماهی‌گیری، دامداری و کشاورزی است، گروهی برای کار و بازرگانی به آن سوی خلیج فارس می‌روند.

## آثار
در حدود 100 خانه قدیمی وجود دارد که از سنگ و کاهگل ساخته شده‌است، آثار ارگی بزرگ در جنوب دهستانوجود داشت که در دوران گذشت مقر حاکم بوده‌است، این ارگ به نام دژ شیخ حارب بن مذکور یا کلات سرخ معروف است که در سده دوازده هم هجری قمری بنا شده‌است. اما متأسفانه این بنا به دلیل بی‌توجهی مسولین تخریب شد.

## کشاورزی
در این شهر مزارع نخیل و نخلستان‌های وسیعی وجود دارد. آب زیر زمینی اش شیرین است و محاصیل زراعتی مانند:گوجه فرنگی، جو و گندم، . همچنین بیش از حدود ۶۰۰ اصله نخل دیم دارد که از ثمر آن انواع خرما بدست می‌آید.
مناطق دیدنی
پارک کوهپایه  
،سواحل شنی و صخره ای بکر"دستیر" که محل تخم گذاری لاک پشت‌ها می‌باشد   
دره همبنگ 
دره نسودو که اثاری مربوط به دوره اشکانی دارد
باغ های محلی  
کلات سرخ             
پروژه‌های در حال ساخت
موزهٔ مردم‌شناسی توسط خیرین
زمین چمن طبیعی فوتبال
اب تصفیه کن صنعتی(شهری)